# Auf der Dienstreise

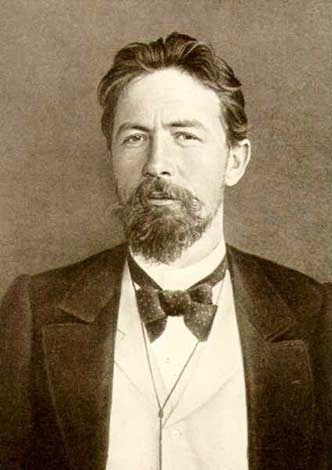
Anton Tschechow

Auf der Dienstreise (russisch По делам службы, Po delam sluschby) ist eine Erzählung des russischen Schriftstellers Anton Tschechow, die 1899 in der Januarausgabe der Literaturbeilage zum Knischki Nedeli (Wochenbüchlein) erschien. Zu Lebzeiten des Autors wurde der Text ins Serbokroatische und Tschechische übersetzt. Auf Deutsch kam die Geschichte 1949 auf den Buchmarkt.
Russland, tausend Werst von Moskau entfernt, in einem Winter um das Jahr 1896: Der 26-jährige Untersuchungsrichter Lyshin und der Kreisarzt Dr. Startschenko, ein Mann in mittleren Jahren, bleiben auf der Fahrt nach Syrnja unterwegs in einer Schneeverwehung stecken und kommen so spät in dem Dorf an, dass die Obduktion des Selbstmörders Sergej Sergejitsch Lesnizki – zu Lebzeiten Versicherungsagent im Semstwo – auf den nächsten Tag verschoben werden muss. Lesnizki hat sich ausgerechnet in der Gerichtshütte des Dorfes erschossen. Seine Leiche liegt noch dort. Dr. Startschenko fährt kurz entschlossen zu seinem Bekannten, dem ehemaligen Staatsanwaltsgehilfen von Taunitz auf dessen nur drei Werst vom Dorf entferntes Gut weiter, weil er ein ordentliches Abendessen und ein Federbett für die Nacht braucht. Untersuchungsrichter Lyshin hingegen nimmt mit einem bescheidenen Zimmer, nur durch eine Zwischenwand vom Tatort getrennt, als Quartier vorlieb. Die Schaben rascheln. In einer Zimmerecke liegt ein Heuhaufen. Immerhin erfährt Lyshin aus dem Munde des reichlich 60-jährigen Polizeigehilfen Loschadin ein paar Einzelheiten über den Toten: Loschadin und Lesnizki stammen aus dem Nachbardorf Nedostschotowo. Lesnizkis wohlhabender Vater hatte zu Lebzeiten den Sohn Sergej auf die Schule geschickt, doch der Junge war mit den Wissenschaften nicht zurechtgekommen. So hatte Sergejs Onkel den Studenten nach dem Tode des Vaters in die Semstwo-Verwaltung als Agenten gesteckt. Sergej, der immer noch hoch hinaus wollte, hatte sich bei den Gesprächen mit den Bauern, denen er eine Versicherung aufschwatzen sollte, geschämt und ständig beim Reden den Blick gesenkt. Aus Schwermut habe er sich schließlich das Leben genommen.
Dr. Startschenko fährt durch den Schneesturm zurück nach Syrnja und holt Untersuchungsrichter Lyshin in das gastfreie Haus des verwitweten Herrn von Taunitz. Während des Abendessens informiert der Mediziner Startschenko, der Neurastheniker Lesnizki habe Frau und Kinder hinterlassen. Solchen Kranken sollte man nach Ansicht des Doktors das Kinder-in-die-Welt-Setzen untersagen. Von Taunitz bedauert den unglücklichen jungen Lesnizki, der sich seinen Suizid-Entschluss gewiss nicht leicht gemacht habe. Untersuchungsrichter Lyshin fühlt sich zu einem Redebeitrag bemüßigt und spricht lediglich knapp von „unliebsamer Erscheinung“. Anschließend wird gescherzt und getanzt. Auch der Untersuchungsrichter bekommt zur Nacht ein frisch bezogenes weißes Federbett. Während vor dem Fenster der Schneesturm unvermindert heult, schläft er ein und träumt unruhig von dem bejahrten Polizeigehilfen Loschadin und dem jungen Selbstmörder Lesnizki: Beide wanken, einander stützend, durch den Schneesturm und singen im Opernton „... wir schreiten ... Ihr seid im Warmen, ihr habt es hell, ihr habt es weich, wir aber gehen durch den Frost ... durch den tiefen Schnee ... Wir kennen keine Ruhe, wir kennen keine Freude ... Wir tragen die ganze Schwere dieses Lebens, des unseren wie des euren ...“.
Als der Schneesturm anderntags vorüber ist, wartet der Polizeigehilfe Loschadin frierend bei dem Pferdeschlitten vor dem von Taunitzschen Anwesen auf die beiden Herren aus der Stadt.

## Deutschsprachige Ausgaben
Verwendete Ausgabe
- Auf der Dienstreise. Deutsch von Gerhard Dick. S. 443–461 in Wolf Düwel (Hrsg.): Anton Tschechow: Die Dame mit dem Hündchen. Meistererzählungen. 612 Seiten. Rütten & Loening, Berlin 1967 (1. Aufl.)